# Contarinia pseudotsugae
Contarinia pseudotsugae is een muggensoort uit de familie van de galmuggen (Cecidomyiidae). De wetenschappelijke naam van de soort is voor het eerst geldig gepubliceerd in 1961 door Condrashoff.